# Santa Maria Assunta (Ariccia)

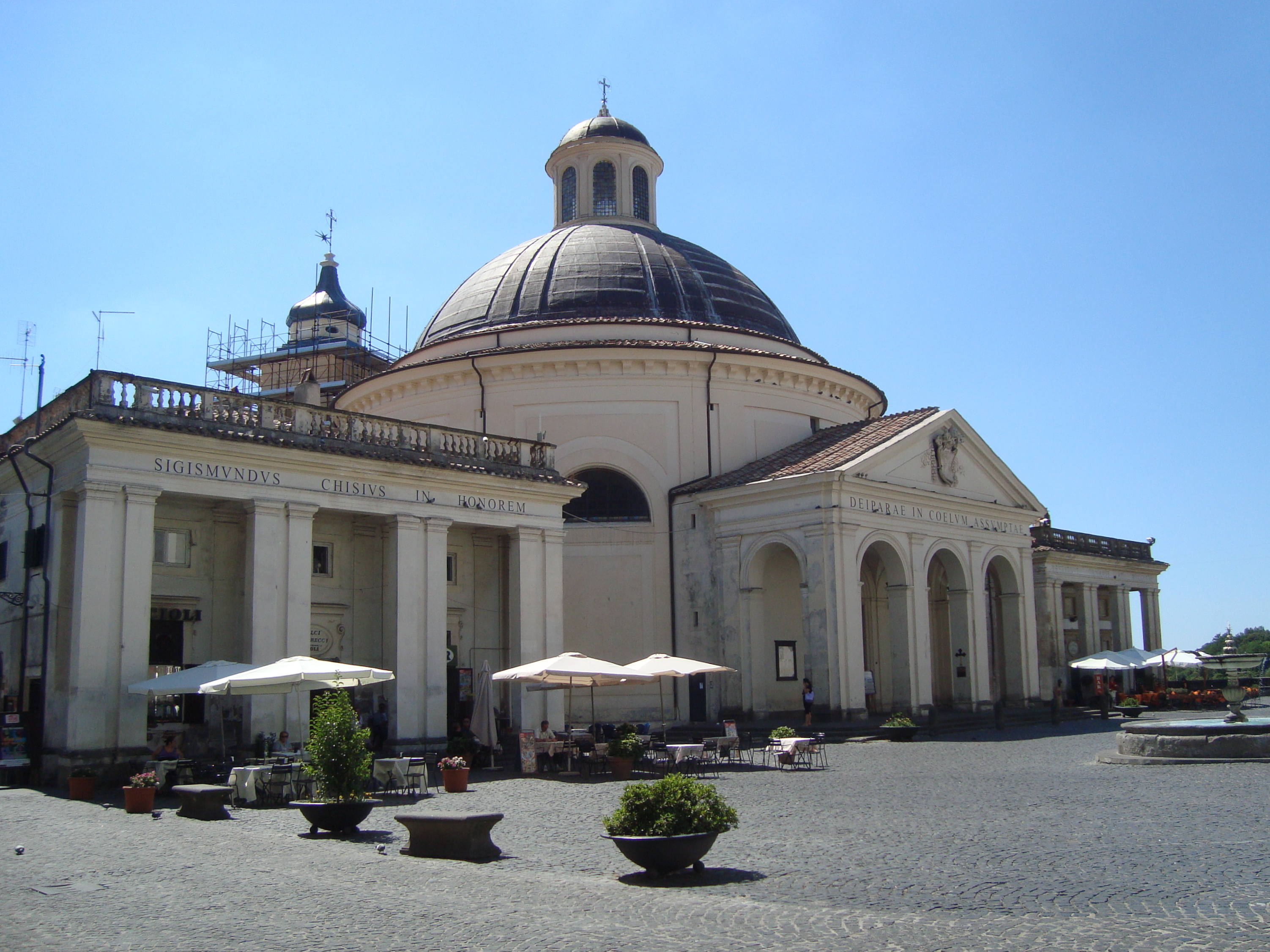
Fassade

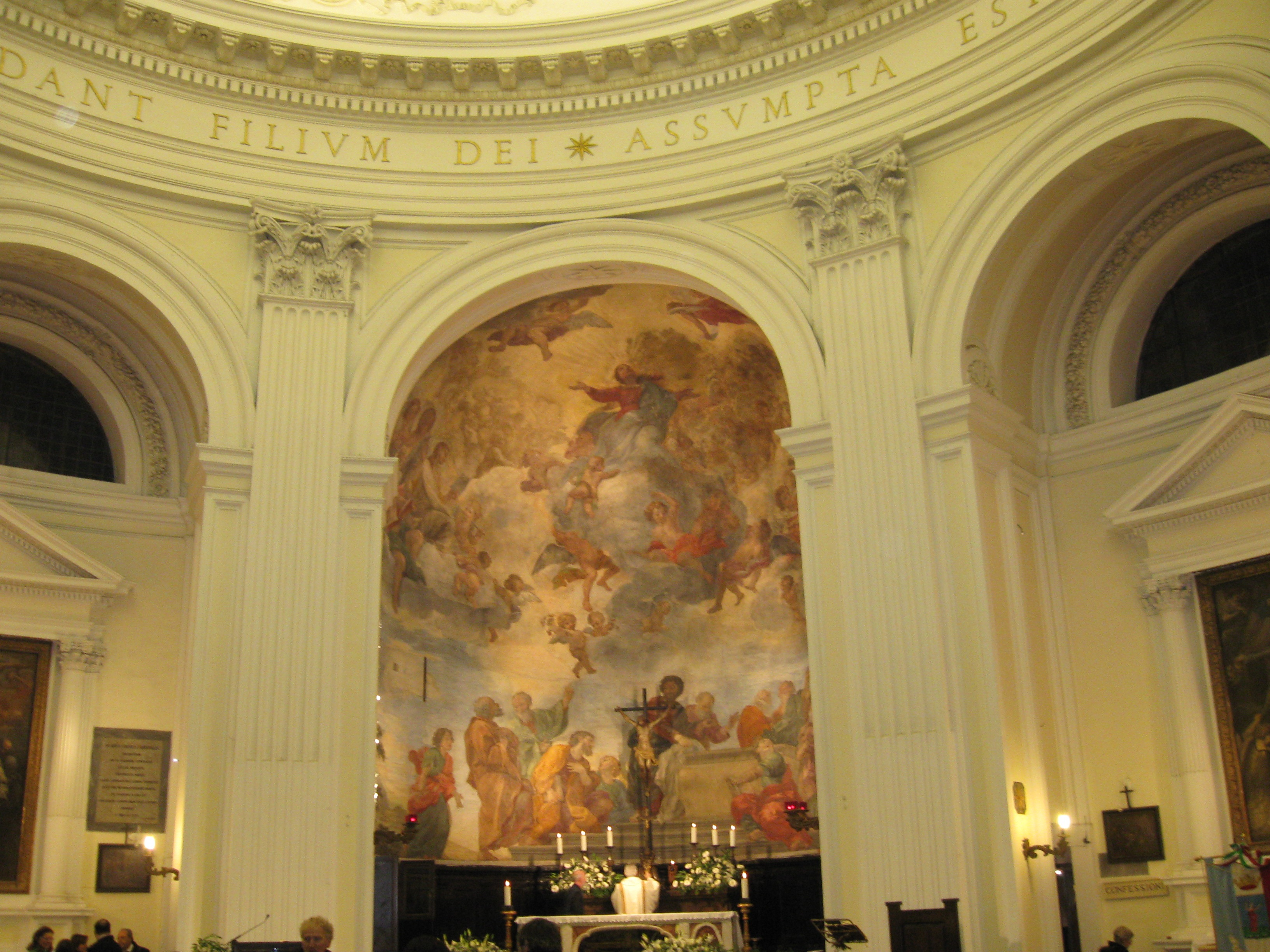
Apsisbild der Himmelfahrt Mariae

Santa Maria Assunta ist ein 1661 bis 1665 von Gian Lorenzo Bernini entworfener Kirchenbau in Ariccia bei Rom.
Die Kirche wurde von Papst Alexander VII. gegenüber seinem Familienpalast, dem Palazzo Chigi, gestiftet und bildet mit diesem ein städtebauliches Ensemble. Die Kirche stellt einen überkuppelten Zentralbau mit dreiachsigem Portikus in einfachen Bauformen dar. Die beiden flankierenden dreiteiligen Pfeilerkolonnaden wurden 1771 von Sigismondo Chigi (1736–1793) hinzugefügt. Das Innere des Rundbaus ist durch klassische Arkaden zwischen korinthischen Pilastern gegliedert und mit einer Kuppel aus sechsteiligen Waben und unterlegten Rippen dekoriert. Unmittelbares Vorbild der Kirche war das antike Pantheon in Rom.
Die Hauptaltarnische enthält ein Fresko der Himmelfahrt Mariae, die sechs Nebenaltäre zeigen Darstellungen des Hl. Antonius Abbas von Giacinto Gimignani, der Heiligen Familie von Ludovico Gimignani, des Hl. Thomas von Villanova von Raffaele Vanni, des Hl. Franciscus von Sales von Emilio Taruffi, des Hl. Augustinus von Bernardino Mei und des Hl. Rochus von Alessandro Mattia da Farnese.
Die Ausgestaltung der Münsteraner Clemenskirche orientiert sich an diesem Bauwerk.